# Alle origini della mafia
Alle origini della mafia è una miniserie televisiva del 1976, diretta da Enzo Muzii.
Fin dal 1971 e per oltre due anni il regista collaborò con Leonardo Sciascia raccogliendo materiale e ripercorrendo la storia della mafia dal 1575 al 1875.

## Trama
Vengono narrati la nascita e gli sviluppi della mafia in Sicilia dal 1575 a Mazara del Vallo, passando attraverso la fine del 1700 a Palermo, e concludendosi nel 1875 con l'inchiesta dei parlamentari Leopoldo Franchetti e Sidney Sonnino.

## Produzione
Le riprese iniziarono il 16 settembre 1974.
L'episodio L'omertà fu girato tra Milazzo e Tindari. Altri luoghi di ripresa comprendono Erice e Caltanissetta.
Bruno Cortini lavorò in qualità di aiuto regista.

## Distribuzione
Gli episodi Gli sciacalli e La speranza vennero presentati alla Biennale di Venezia il 29 agosto 1976. Il critico cinematografico Leo Pestelli giudicò questi episodi "un prodotto di tutto rispetto per bontà di fattura e oculatezza d'informazione".

## Colonna sonora
- Alle origini della mafia, 1976, Dischi Ricordi, arrangiamenti e direzione d'orchestra di Ennio Morricone, elaborazioni sinfoniche e direzione d'orchestra di Gino Marinuzzi Jr.[9][10]

Lato 1
1. Scende la notte, di Bruno Lauzi, Enzo Muzii e Nino Rota (02:46)
2. Tema dell'iniziazione, di Nino Rota (02:05)
3. Tema della "Sicilia", di Nino Rota (01:30)
4. Tema Della "Decadenza", di Nino Rota (01:44)
5. Tema Di "Donna Rosa", di Nino Rota (02:34)
6. Tema Della "Sicilia", di Nino Rota (01:35)
7. Tarantella Siciliana, di Gino Marinuzzi Jr. (01:49)
8. E cosi sia (orchestrale), di Nino Rota e Sergio Endrigo (03:02)

Lato 2
1. E così sia, di Nino Rota e Sergio Endrigo, cantata da Sergio Endrigo (03:02)
2. La caccia, di Nino Rota (03:30)
3. La morte di Sebastian, di Nino Rota (02:49)
4. Tema Della "Sicilia" (mercato), di Nino Rota (01:35)
5. Tema di "Serafina" (E così sia), di Nino Rota (02:05)
6. La morte Di Bernardino, di Nino Rota (01:20)
7. Tema "Titoli di testa", di Nino Rota (01:40)
8. Scende la notte (orchestrale), di Bruno Lauzi, Enzo Muzii e Nino Rota (02:40)

## Accoglienza

### Critica
Il critico Ugo Buzzolan, sulle pagine de La Stampa, recensì i primi quattro episodi: